# Goodridge (Minnesota)
Goodridge ist eine Kleinstadt (mit dem Status „City“) im Pennington County im US-amerikanischen Bundesstaat Minnesota. Das U.S. Census Bureau hat bei der Volkszählung 2020 eine Einwohnerzahl von 112 ermittelt.

## Geografie
Goodridge liegt im Nordwesten von Minnesota auf 48°08′36″ nördlicher Breite und 95°48′34″ westlicher Länge. Der Ort erstreckt sich über eine Fläche von 0,49 km².
Benachbarte Ortschaften von Goodridge sind Grygla (31,6 km nordöstlich) und Thief River Falls (31 km westlich).
Die nächstgelegenen Großstädte sind Winnipeg in der kanadischen Provinz Manitoba (256 km nordnordwestlich), Duluth am Oberen See (386 km ostsüdöstlich), Minneapolis (486 km südsüdöstlich) und Fargo in North Dakota (213 km südwestlich).
Die Grenze zu Kanada befindet sich 101 km nördlich.

## Verkehr
Die Minnesota State Route 291 bildet die westliche Ortsgrenze von Goodridge. Alle anderen Straßen sind untergeordnete Landstraßen, teil unbefestigte Fahrwege und innerörtliche Verbindungsstraßen.
Der Thief River Falls Regional Airport (37,3 km westsüdwestlich) ist der nächstgelegene Regionalflughafen. Die nächstgelegenen internationalen Flughäfen sind der Hector International Airport in Fargo (224 km südwestlich), der Winnipeg James Armstrong Richardson International Airport (263 km nordnordwestlich) und der Minneapolis-Saint Paul International Airport (509 km südsüdöstlich).

## Demografische Daten
Nach der Volkszählung im Jahr 2010 lebten in Goodridge 132 Menschen in 60 Haushalten. Die Bevölkerungsdichte betrug 269,4 Einwohner pro Quadratkilometer. In den 60 Haushalten lebten statistisch je 2,2 Personen.
Ethnisch betrachtet setzte sich die Bevölkerung zusammen aus 97,0 Prozent Weißen, 0,8 Prozent (eine Person) Afroamerikanern, 0,8 Prozent (eine Person) amerikanischen Ureinwohnern sowie 1,5 Prozent aus anderen ethnischen Gruppen. Unabhängig von der ethnischen Zugehörigkeit waren 4,5 Prozent der Bevölkerung spanischer oder lateinamerikanischer Abstammung.
30,3 Prozent der Bevölkerung waren unter 18 Jahre alt, 59,1 Prozent waren zwischen 18 und 64 und 10,6 Prozent waren 65 Jahre oder älter. 50,8 Prozent der Bevölkerung war weiblich.
Das mittlere jährliche Einkommen eines Haushalts lag bei 21.979 USD. Das Pro-Kopf-Einkommen betrug 15.522 USD. 30,8 Prozent der Einwohner lebten unterhalb der Armutsgrenze.